# Цзя Чуньван
Цзя Чуньван (кит. упр. 贾春旺, пиньинь Jiǎ Chūnwàng, р.1938) — государственный и политический деятель КНР.

## Биография
Родился в Пекине в мае 1938 года, окончил в 1964 инженерно-физический факультет университета Цинхуа, специализировался на экспериментальной ядерной физике. В 1964—1966 — преподаватель кафедры и одновременно заместитель секретаря комитета КСМК университета Цинхуа. Во время культурной революции был снят со всех постов и отправлен в деревню на перевоспитание, где находился в 1966—1972. В 1972 реабилитирован и вернулся на работу в Университет Цинхуа, где работал преподавателем, членом комитета КПК, секретарём комитета КСМК Университета в 1972—1978.
Постоянный член Пекинского городского комитета КПК и по совместительству первый заместитель секретаря, секретарь Пекинского городского комитета КСМК в 1982—1983 годах; член Постоянного комитета Пекинского городского комитета КПК и по совместительству секретарь КПК в Хайдяне в 1983—1984 годах; заместитель секретаря Пекинского городского комитета КПК и одновременно секретарь Пекинской комиссии по проверке дисциплины КПК в 1984—1985.
В 1985—1998 — министр государственной безопасности КНР, в 1998—2002 — министр общественной безопасности КНР, заместитель Генерального прокурора КНР с декабря 2002 года, Генеральный прокурор КНР в 2003—2008.
Член КПК с 1962 года, член ЦК КПК 12-го — 16-го созывов.